# Tame Impala
Tame Impala è il progetto solista del cantautore e polistrumentista australiano Kevin Parker. Durante la sua carriera Tame Impala ha ottenuto due nomination ai Grammy Award, ha vinto un BRIT Award e otto ARIA Music Awards.
Con oltre 7 milioni di copie vendute, il successo che arriva dal paese natio si espande in Stati Uniti e Regno Unito, arrivando a collaborare con numerosi artisti, tra cui Mark Ronson, Kendrick Lamar, Miguel e Damon Albarn. 
Nel corso degli anni ha inoltre scritto, arrangiato e prodotto brani per Lady Gaga, The Weeknd, Travis Scott, Rihanna, Kanye West e Kali Uchis.
Il nome è collegato all'impala, un'antilope di medie dimensioni che vive in Africa. Il sound è ricco e stratificato, dove si ritrovano numerose influenze della musica psichedelica rock degli anni 70, con enfatizzanti melodie oniriche.

## Storia del gruppo
Il progetto Tame Impala nasce dalla band di Kevin Parker, i Dee Dee Dums, autori di una miscela di blues, jazz e rock psichedelico. I componenti della band erano Kevin Parker (chitarra e voce) e Luke Epstein (batteria). La band ottiene il secondo posto all'Amp Fest 2005 (la "battaglia delle band" australiana) e il terzo posto al The Next Big Thing (competizione della BBC stile X Factor) dello stesso anno.

## Carriera

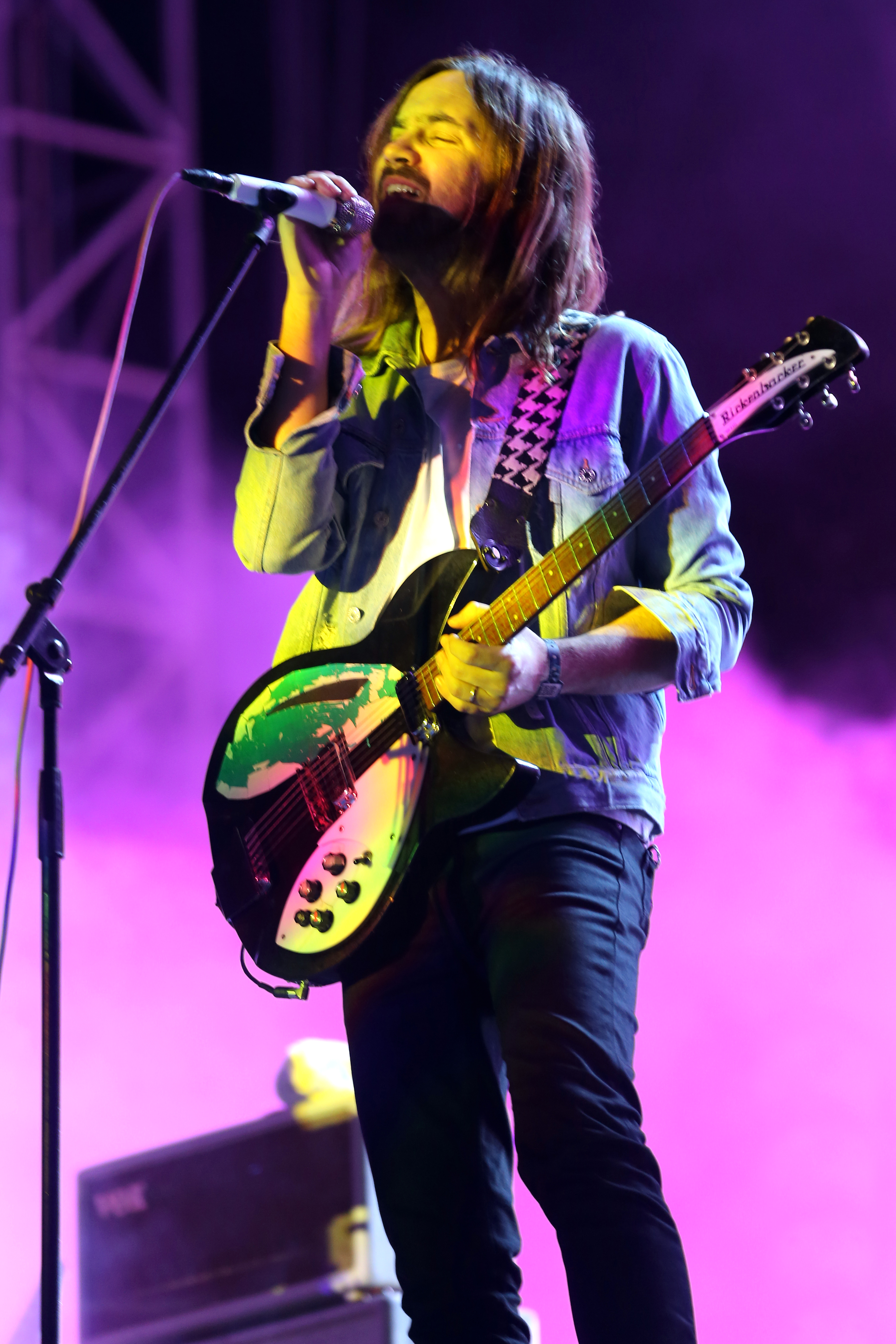
I Tame Impala nel 2019

Nell'ottobre del 2006 Epstein viene sostituito da Sam Devenport e diventa il batterista dei Sugarpuss. Nel 2007 la band si ribattezza Tame Impala e introduce un nuovo batterista: decidono così di adottare il classico modulo chitarra/basso/batteria. Inizialmente nata come band capitanata da Kevin Parker che scriveva testi e melodie, diventerà dal 2015 un progetto solista. Nel 2008 la band firma un contratto con l'etichetta indipendente Modular Recordings.
La firma è ben presto seguita dalla pubblicazione dell'EP Tame Impala. Ci fu una certa confusione all'epoca dell'uscita poiché molti credevano che il disco si chiamasse Antares Mira Sun perché nella copertina, realizzata da Kevin Parker, si vedeva una lezione di astronomia con il confronto delle tre stelle in discussione.
Nel 2010 viene pubblicato l'album d'esordio Innerspeaker che ottiene un buon successo commerciale, raggiungendo il 4º posto nella classifica degli album più venduti in Australia.
Nel 2012 viene pubblicato il secondo album, Lonerism, che in ottobre entra nella classifica italiana in 80ª posizione.
Tra marzo e aprile del 2015, tramite la pagina Facebook ufficiale, Tame Impala annuncia un tour mondiale pianificato tra America ed Europa che tocca anche l'Italia (con un concerto a Sestri Levante, in Liguria), annunciando nel contempo la pubblicazione di un nuovo album, Currents. Pubblicato il 17 luglio 2015 via Modular / Universal, il terzo album, interamente scritto, registrato, prodotto e mixato da Kevin Parker a Freemantle, in Australia, viene descritto dalla scheda stampa come «una mappa del percorso umano e artistico fatto da Parker negli ultimi anni».
Dal 2015 Kevin Parker prende il pieno comando musicale del gruppo, iniziando a comporre e registrare ogni canzone da solo e facendosi aiutare dai vari componenti esclusivamente per le esibizioni dal vivo.
Il 14 febbraio del 2020 esce il quarto disco The Slow Rush.

## Formazione

### Dal vivo
- Kevin Parker – voce, chitarra elettrica (2007-presente)
- Jay Watson – batteria, cori (2007–11); tastiere, sintetizzatore, cori, chitarra elettrica (2012-presente)
- Dominic Simper – basso (2007–10); chitarra elettrica, sintetizzatore (2010-presente)
- Julien Barbagallo – batteria, cori (2012-presente)
- Cam Avery – basso, cori (2013-presente)

## Discografia

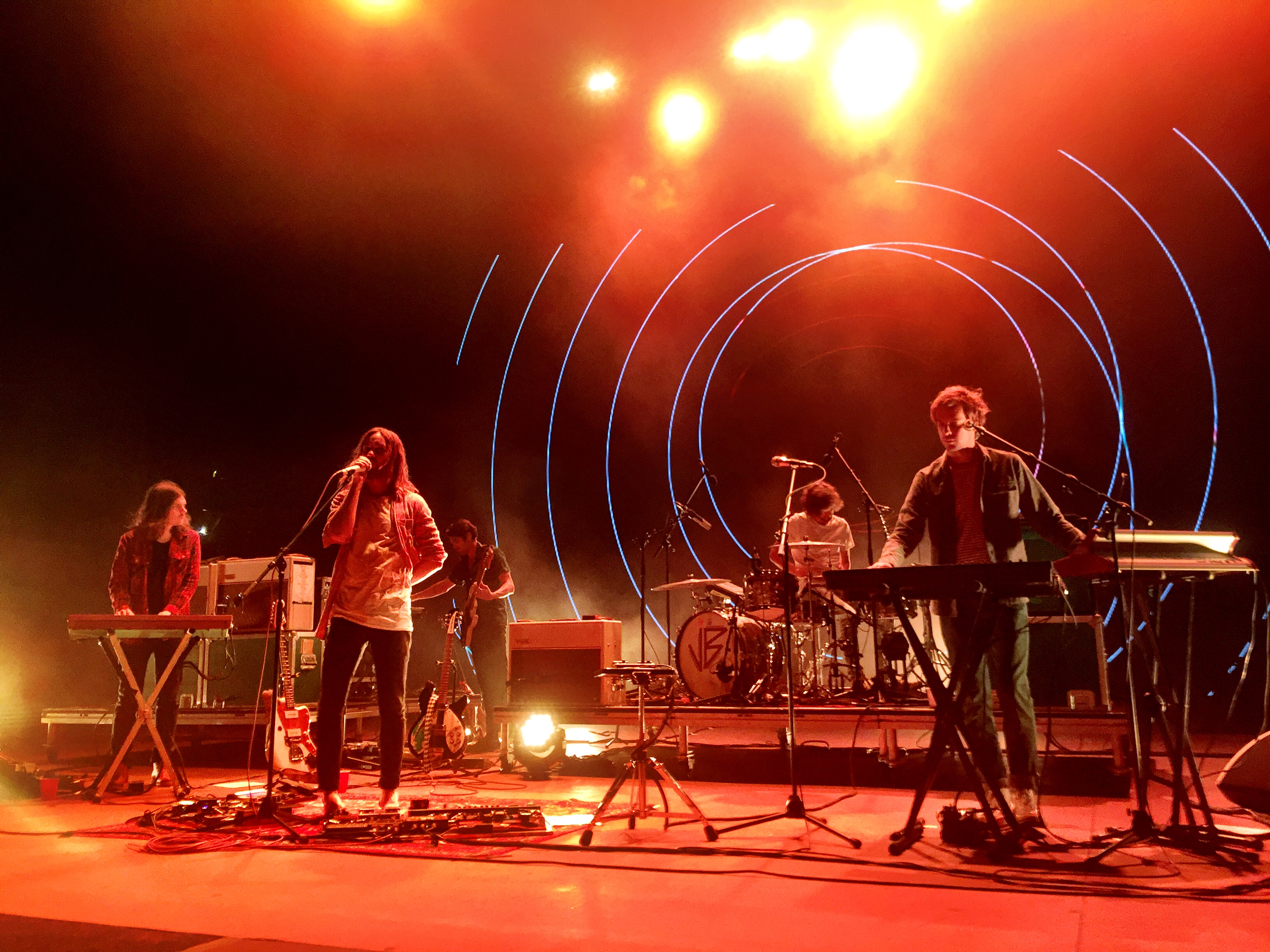
I Tame Impala nell'agosto 2016

### Album in studio
- 2010 – Innerspeaker[6]
- 2012 – Lonerism
- 2015 – Currents
- 2020 – The Slow Rush

### Album live
- 2014 – Live Versions[7]

### EP
- 2008 – Tame Impala [H.I.T.S. 003] - Hole in the Sky[8]
- 2008 – Tame Impala EP[9]

### Singoli
- 2009 – Sundown Syndrome/Remember Me[10]
- 2010 – Solitude is Bliss[11]
- 2010 – Lucidity
- 2010 – Expectation
- 2011 – Why Won't You Make Up Your Mind
- 2012 – Elephant
- 2012 – Feels Like We Only Go Backwards
- 2013 – Mind Mischief
- 2015 – Let It Happen
- 2015 – 'Cause I'm A Man
- 2015 – The Less I Know The Better
- 2016 – Beverly Laurel
- 2019 – Patience
- 2019 – Borderline
- 2019 – It Might Be Time
- 2019 – Posthumous Forgiveness
- 2020 – Lost in Yesterday
- 2025 – End of Summer